# Gene Force
 Gene Force  és un pilot estatunidenc de curses automobilístiques nascut el 15 de juny del 1916 a New Madison, Ohio.
Gene Force va córrer esporàdicament a la Champ Car a les temporades 1951, 1952, 1954, 1956 i 1958-1960 incloent-hi la cursa de les 500 milles d'Indianapolis que va córrer els anys 1951 i 1960.
Gene Force va morir el 21 d'agost del 1983 d'un atac de cor mentre disputava una cursa a Michigan.

## Resultats a l'Indy 500
| Any    | Cotxe  | Sortida | Vel. mitja | Ranking | Final  | Voltes | V. Líder | Retirat          |
| ------ | ------ | ------- | ---------- | ------- | ------ | ------ | -------- | ---------------- |
| 1951   | 69     | 22      | 133.102    | 20      | 11     | 142    | 0        | Pressió de l'oli |
| 1960   | 37     | 20      | 143.472    | 21      | 28     | 74     | 0        | Frens            |
| Totals | Totals | Totals  | Totals     | Totals  | Totals | 216    | 0        |                  |

| Sortides     | 2 |
| Poles        | 0 |
| Voltes líder | 0 |
| Victòries    | 0 |
| Top 5        | 0 |
| Top 10       | 0 |
| Retirat      | 2 |

## A la F1
El Gran Premi d'Indianapolis 500 va formar part del calendari del campionat del món de la Fórmula 1 entre les temporades 1950 a la 1960.
Els pilots que competien a l'Indy durant aquests anys també eren comptabilitzats pel campionat de la F1.
Gene Force va participar en 2 curses de F1, debutant al Gran Premi d'Indianapolis 500 del 1951 i va participar en el Gran Premi d'Indianapolis 500 en una ocasió més: el Gran Premi d'Indianapolis 500 del 1960.

### Palmarès a la F1
- Participacions: 2
- Poles: 0
- Voltes Ràpides: 0
- Victòries: 0
- Punts vàlids per la F1: 0